# Ginástica de trampolim nos Jogos Pan-Americanos de 2023 - Sincronizado masculino
O evento sincronizado masculino da ginástica de trampolim nos Jogos Pan-Americanos de 2023 foi disputado em 3 e 4 de novembro de 2023 no Centro de Esportes Coletivos, localizado no cluster do Estádio Nacional. Um total de 12 ginastas de seis Comitês Olímpicos Nacionais (CON) participaram da competição.

## Calendário
Horário local (UTC−3).
| Data          | Hora  | Fase         |
| ------------- | ----- | ------------ |
| 3 de novembro | 10:30 | Qualificação |
| 4 de novembro | 10:30 | Final        |

## Medalhistas
| Ouro   | USA Aliaksei Shostak e Ruben Padilla |
| Prata  | CAN Rémi Aubin e Keegan Soehn        |
| Bronze | BRA Lucas Tobias e Rayan Dutra       |

## Resultados

### Qualificação
As seis duplas participantes se classificaram para a final.
| Pos. | Ginastas                       | CON                | Nota E | Nota T | Nota D | Nota H | Pen. | Total  | Notas |
| ---- | ------------------------------ | ------------------ | ------ | ------ | ------ | ------ | ---- | ------ | ----- |
| 1    | Aliaksei Shostak Ruben Padilla | USA Estados Unidos | 8.300  | 18.18  | 15.40  | 9.30   |      | 51.180 | Q     |
| 2    | Rémi Aubin Keegan Soehn        | CAN Canadá         | 7.650  | 16.64  | 15.60  | 9.35   |      | 49.240 | Q     |
| 3    | Lucas Tobias Rayan Dutra       | BRA Brasil         | 7.450  | 17.54  | 14.60  | 9.55   |      | 49.140 | Q     |
| 4    | Álvaro Calero Ángel Hernández  | COL Colômbia       | 7.350  | 17.62  | 13.30  | 9.20   |      | 47.470 | Q     |
| 5    | Santiago Ferrari Tomás Roberti | ARG Argentina      | 7.800  | 17.84  | 11.70  | 9.25   |      | 46.590 | Q     |
| 6    | Donovan Guevara José Marín     | MEX México         | 7.800  | 13.80  | 12.60  | 9.35   |      | 43.550 | Q     |

### Final
Na final os competidores realizaram um único exercício, com os de melhor pontuação definindo os medalhistas.
| Pos.              | Ginasta                        | CON                | Nota E | Nota T | Nota D | Nota H | Pen. | Total  |
| ----------------- | ------------------------------ | ------------------ | ------ | ------ | ------ | ------ | ---- | ------ |
| Medalha de ouro   | Aliaksei Shostak Ruben Padilla | USA Estados Unidos | 8.100  | 16.98  | 15.40  | 9.40   |      | 49.880 |
| Medalha de prata  | Rémi Aubin Keegan Soehn        | CAN Canadá         | 7.250  | 16.58  | 15.60  | 9.05   |      | 48.480 |
| Medalha de bronze | Lucas Tobias Rayan Dutra       | BRA Brasil         | 7.100  | 16.50  | 15.00  | 9.10   |      | 47.700 |
| 4                 | Santiago Ferrari Tomás Roberti | ARG Argentina      | 7.400  | 17.46  | 11.70  | 9.05   |      | 45.610 |
| 5                 | Donovan Guevara José Marín     | MEX México         | 6.350  | 11.80  | 9.90   | 7.60   |      | 35.650 |
| 6                 | Álvaro Calero Ángel Hernández  | COL Colômbia       | 5.150  | 10.54  | 9.80   | 6.50   |      | 31.990 |